# Tomba del Duce
La tomba del Duce (en français :Tombe du chef) est l'une des tombes étrusques datant des dernières decennies du  VIIIe siècle av. J.-C., située dans le site archéologique de Vetulonia, sur le territoire de la frazione Vetulonia de la commune de Castiglione della Pescaia (province de Grosseto) en Toscane. 

## Description
La Tomba del Duce de Vetulonia appartient à la typologie dite des « cercles de tombes » : un cercle de pierres plantées dans le sol délimite une zone renfermant plusieurs tombes à fosses. L'ensemble comprend cinq sépultures dont une seule était vide  au moment de la découverte, probablement pillée par les tombaroli.

## Pièces archéologiques

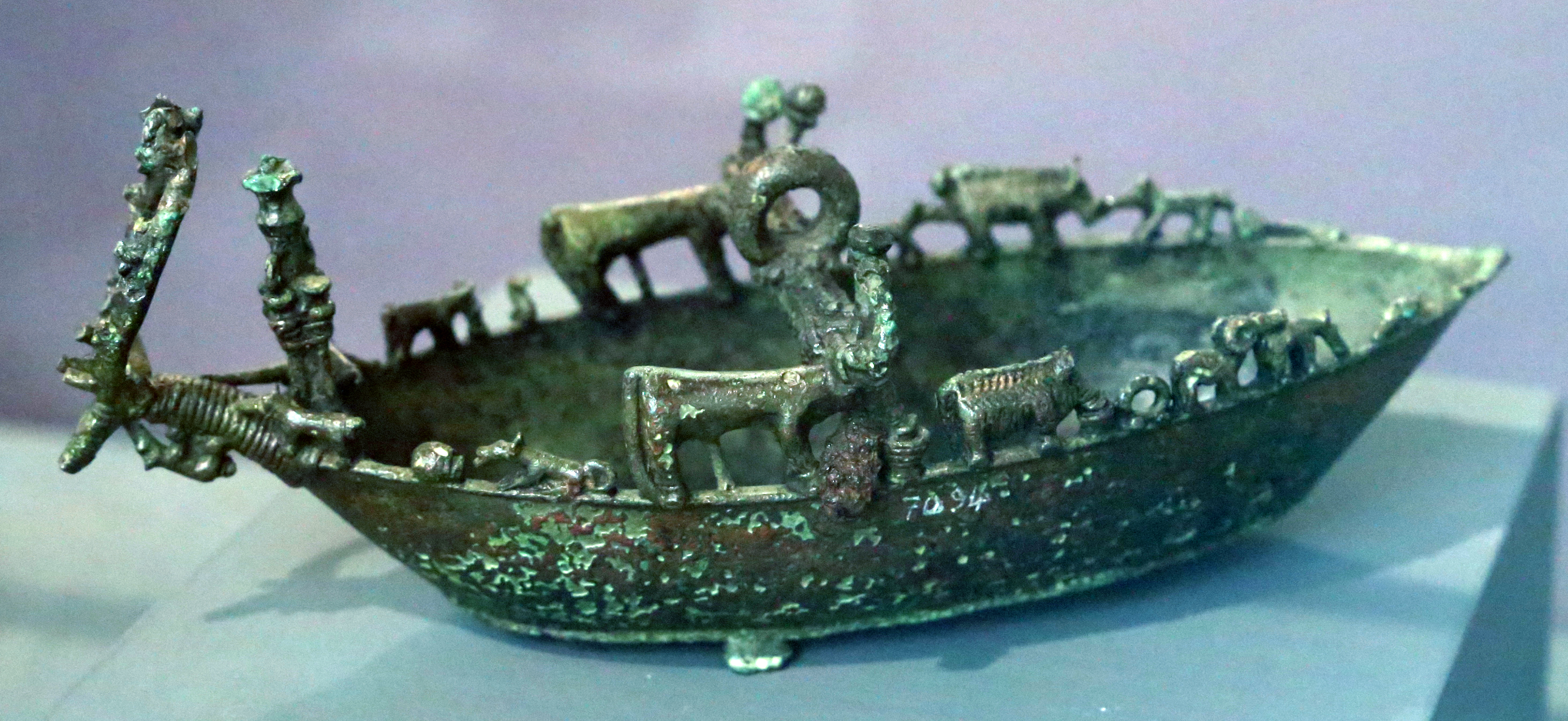

Les pièces archéologiques sont conservés au musée archéologique national de Florence.
La découverte des vestiges d'un char à l'intérieur de la première excavation semble accréditer que l'ancêtre de la famille enterrée dans cette tombe était probablement un prince guerrier.

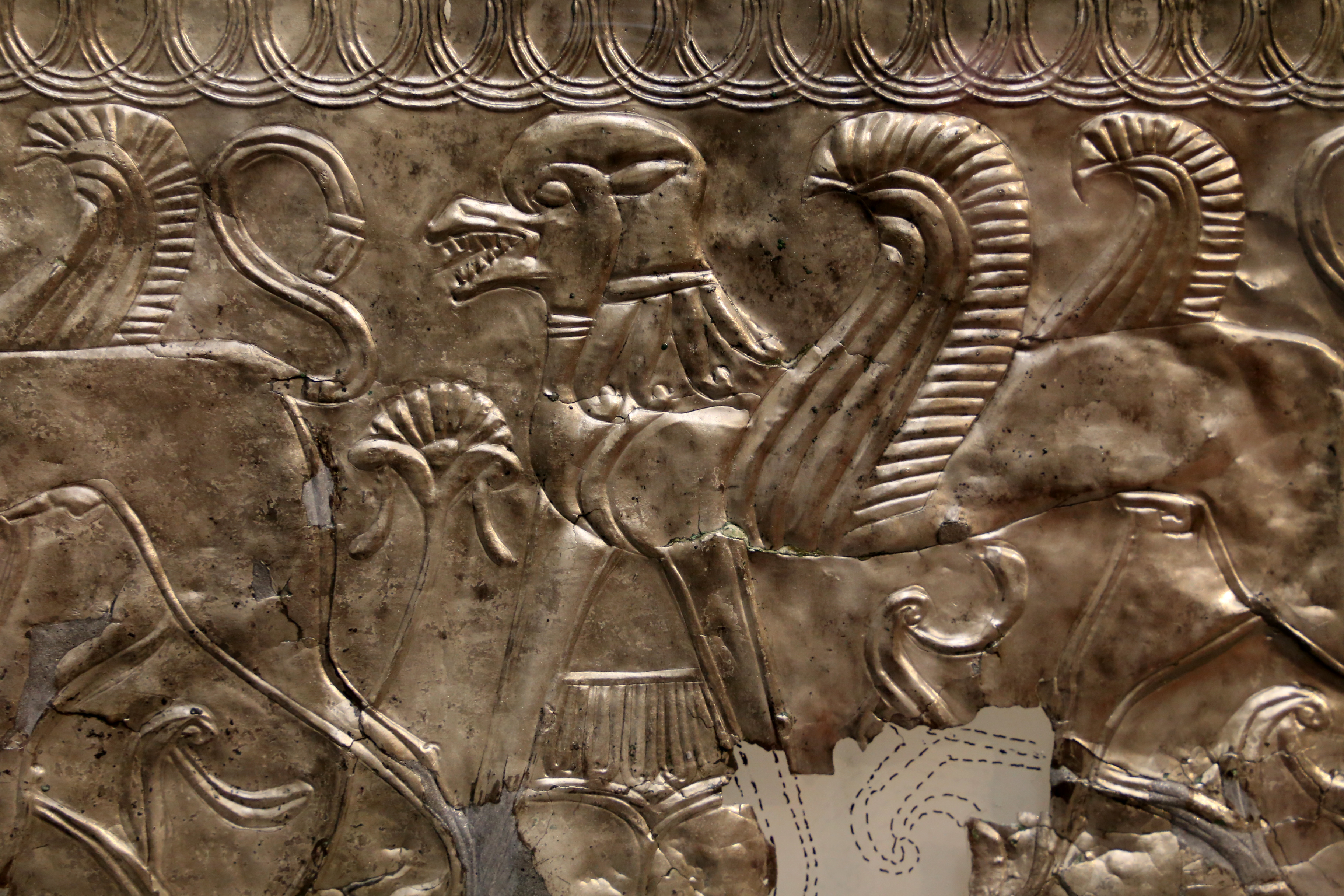

Dans une tombe, on trouve le nom du Prince, Rachu Kakanas, inscription lisible sur un fragment d'une coupe d'argent. Aux côtés de ce fragment se trouvait une urne en bronze recouverte de lamelles d'argent contenant la dépouille du défunt incinéré ainsi qu'un petit navire en bronze de production sarde  orné sur les extrémités d'animaux représentés en ronde-bosse, faisant allusion au voyage du défunt vers l'au-delà. 
D'autres objets comme des fibules en or, argent et électrum et des disques en terre cuite, images symboliques de boucliers complètent le trousseau.
Les deux dernières excavations comportaient de nombreuses pièces de banquet en céramique et bronze aussi bien de production locale que d'importation : des brocs et des coupes d'origine syro-chypriote et de la vaisselle grecque ayant probablement transité par Cerveteri. 
L'influences de l'Europe centro-septentrionale est certifiée par la présence de grands situles  en bronze laminé, réadaptation locale des modèles de la culture de Hallstatt.

## Sources
- Voir liens externes